# Potosí
För andra betydelser, se Potosí (olika betydelser).
Potosí är en huvudstad i departementet Potosí i Bolivia. Den ligger på 3 967 meters höjd och har en beräknad folkmängd av 151 996 invånare (2008). Staden är en av de högst belägna städerna i världen och ligger nära Cerro Rico ("rika berget"), ett berg med silverfyndigheter som alltid dominerat staden.
1987 sattes staden upp på Unescos världsarvslista.

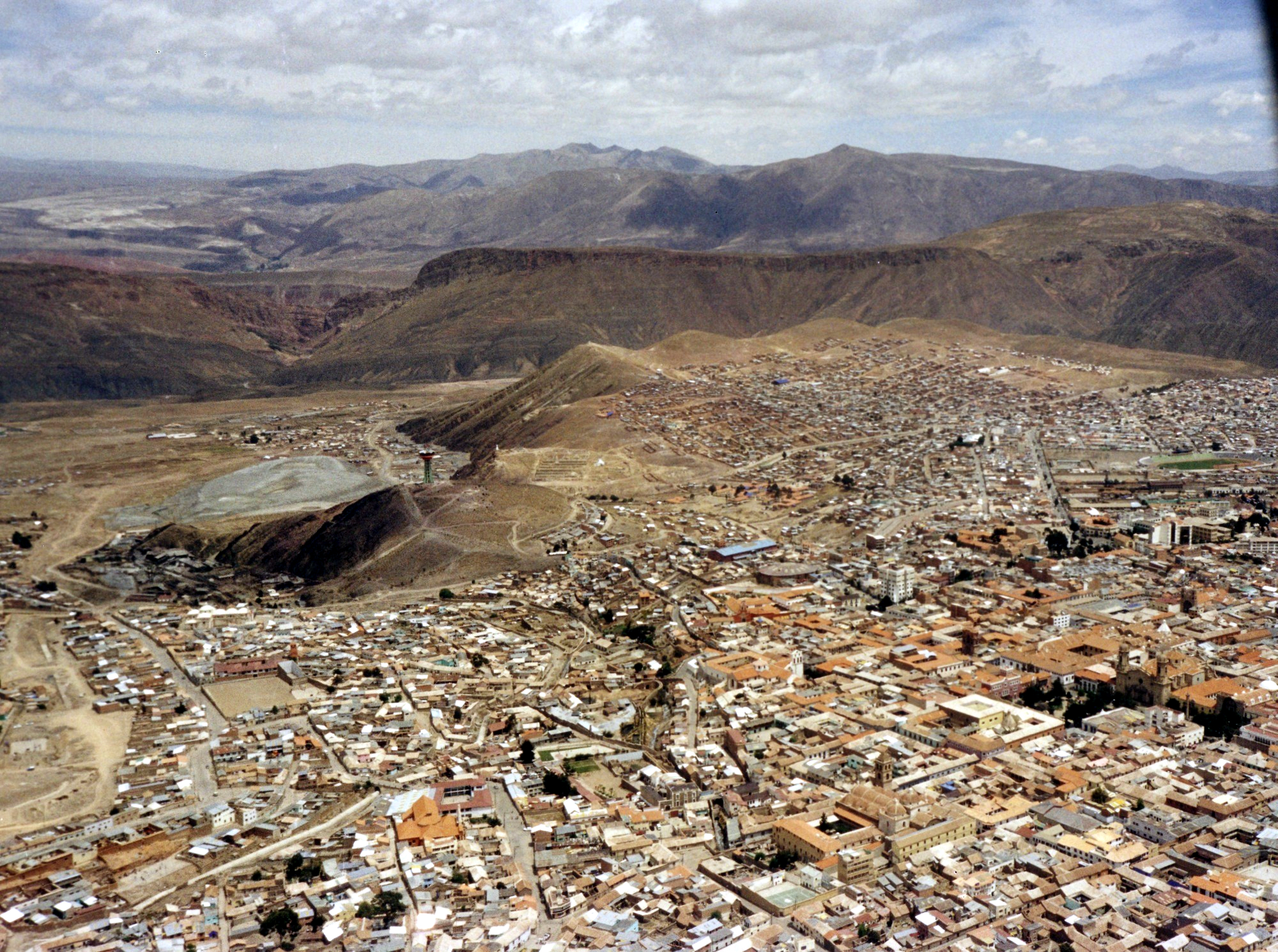
Flygfoto över Potosí.

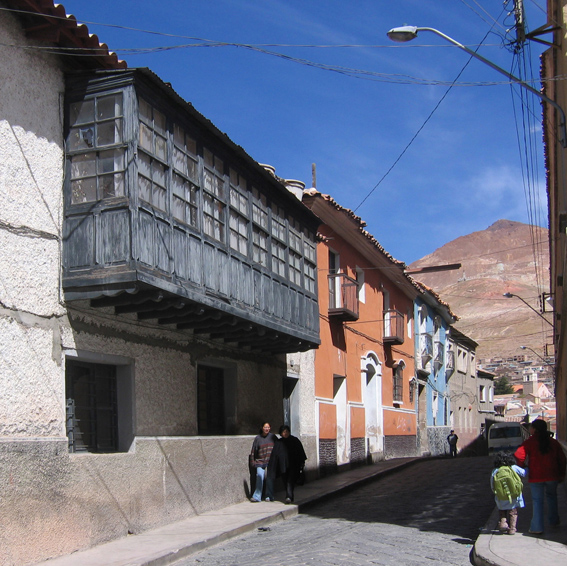
Gatuvy.

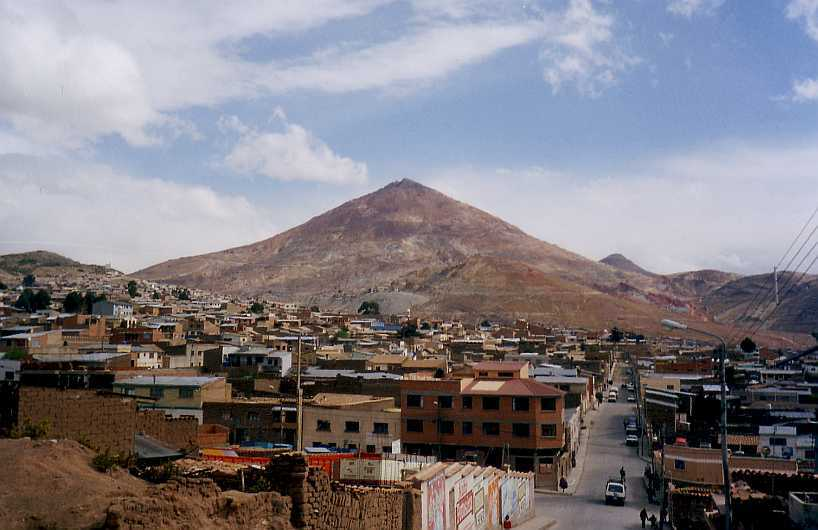
Potosí med Cerro Rico i bakgrunden.

## Historia
Staden grundades 1545 som en gruvstad och blev snabbt oerhört välbärgad. I spanskan finns det än idag uttrycket "vale un Potosí", vilket betyder "värt en förmögenhet" och för européer var Bolivia ett mytomspunnet land med stora rikedomar. Det var härifrån som det mesta av Spaniens silver kom från. Francisco de Toledo och mit'a-systemet tvingade indiansk arbetskraft att jobba och de dog i tusentals. Efter år 1800 tog silvret slut och tenn blev huvudprodukten. Med detta började en långsam ekonomisk nedgång.
Under självständighetskriget (1809-1825) var Potosí till och från kontrollerat av rojalister respektive patriotiska styrkor. Stora misstag gjordes av Första argentinska reservstyrkan (ledd av Castelli) som spädde på tanken att självständighet behövdes och skapade förbittring mot Argentina. Under ockupationen rådde kaos och stora våldsamheter. Potosi blev därför ovänligt inställt fram till dess att staden inte gick att försvara.
När arméns andra reservstyrka kom och blivit väl mottagna, gjorde befälhavaren Manuel Belgrano mycket för att minska den osämja som skapats av den tyranniska Castelli. När armén blev tvungen att retirera, tog Belgrano ett kalkylerat beslut att spränga Casa de Moneda. Då invånarna vägrade evakuera skulle det resultera i många döda och sårade, men stubintråden hade redan tänts. Katastrofen undveks av ortsborna som kunde släcka stubintråden tack vare att Argentina var på reträtt. På ett ögonblick försvann den goda relationen som Belgrado byggt upp. Ytterligare två styrkor försökte sedan inta Potosí utan att lyckas.